# Alfredo Traversoni
Alfredo Traversoni Schinca (Montevideo, 6 de abril de 1923 - 20 de mayo de 1994) fue un historiador, escritor y político uruguayo perteneciente al Partido Colorado.

## Biografía
Cursó estudios en la Facultad de Derecho y Ciencias Sociales, sin llegar a recibirse de abogado. Con 23 años inició su labor docente como profesor de historia en liceos; rápidamente comenzó a aumentar su prestigio, llegando a inspector general.
La dictadura le prohíbe ejercer la docencia en 1973, pasando al ostracismo. Pero años más adelante, en 1980, comienza a escribir en las páginas del semanario colorado Opinar. En las elecciones internas de 1982 es electo convencional.
En las elecciones de 1984 integró la lista al Senado por el Batllismo en carácter de suplente; al resultar electo vicepresidente el Dr. Enrique Tarigo Vázquez, Traversoni asumió el escaño, que ocupó durante todo el periodo 1985-1990.
En 1995 asistió como delegado de Uruguay a la Asamblea General de las Naciones Unidas y de la UNESCO.

## Selección de publicaciones
- España y el reconocimiento de la independencia del Uruguay. 1953
- La Independencia y el Estado Oriental. En: Enciclopedia Uruguaya, nº 16, dirigida por Ángel Rama. 1968
- La revolución francesa y el imperio. 1972
- La Banda Oriental (con María Cristina Kampf). 1976
- Historia del Uruguay, siglo XX (con Diosma Piotti). 1993